# Cooperativa Integral Catalana

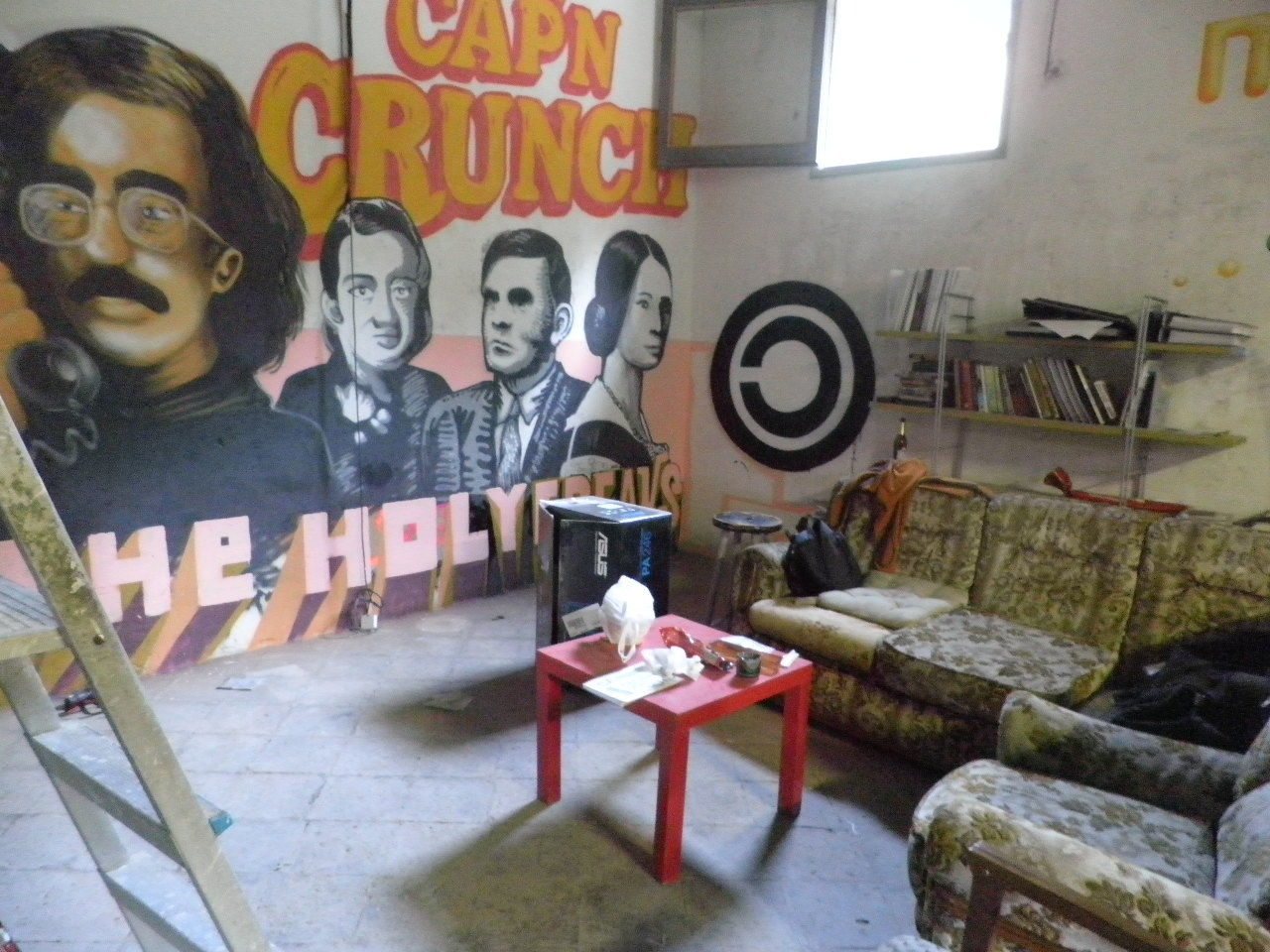
HackLab de Ca la Fou

La Cooperativa Integral Catalana (CIC) és una xarxa cooperativista i col·lectivitzadora que té com a objectiu construir des de baix una societat més enllà del capitalisme, autogestionant el cobriment de necessitats bàsiques com l'habitatge, el treball, la salut o l'educació. L'activitat de la CIC es va iniciar el maig de 2010, amb l'ajuda dels fons obtinguts per Enric Duran per mitjà de la seua estafa solidària.
L'objectiu principal de la CIC és construir des de baix una societat més enllà del capitalisme mitjançant l'autogestió, i garantir que tothom pugui cobrir les necessitats bàsiques, com ara l'habitatge, el treball, la salut o l'educació. La CIC reivindica recuperar allò públic com a bé comú, en mans de les persones, sense intermediaris. Els principis ideològics de la Cooperativa Integral Catalana són exposats al manifest integrarevolució, una crida per a la creació d'un espai polític internacional, co-fundat per membres de la CIC.
L'any 2014 la CIC integrava prop de 300 projectes productius individuals o col·lectius, vora 30 nuclis locals i ecoxarxes, uns 15 projectes de vida comunitària i al voltant de 1.700 socis individuals i col·lectius. La mateixa CIC n'estimava el volum en 4.000 o 5.000 persones involucrades.
Ca la Fou, a Cabrera d'Anoia, és un dels centres neuràlgics de la CIC. Es tracta d'una antiga colònia industrial, llogada l'estiu de 2011 i posteriorment adquirida comunitàriament, per a ser convertida en una colònia amb habitatges i naus per a indústries ecològiques.
La CIC ha inspirat altres cooperatives integrals, com per exemple la Cooperativa Integral Valenciana (A Tornallom), l'EcoXarxa Mallorca, la Cooperativa Integral Aragonesa, la Cooperativa Integral Granaína, la Cooperativa Integral Asturiana, la Mancomunidade Integral Galega, l'EcoRed Salamanca, la Cooperative Integrale Toulousaine, l'EcoRéseau Pays Nantais, o Herri Kooperatiba al País Basc. Aquestes organitzacions han establert una xarxa de cooperatives integrals que organitza una trobada anual des de l'any 2012.